# Sint-Brixiuskerk (Orroir)

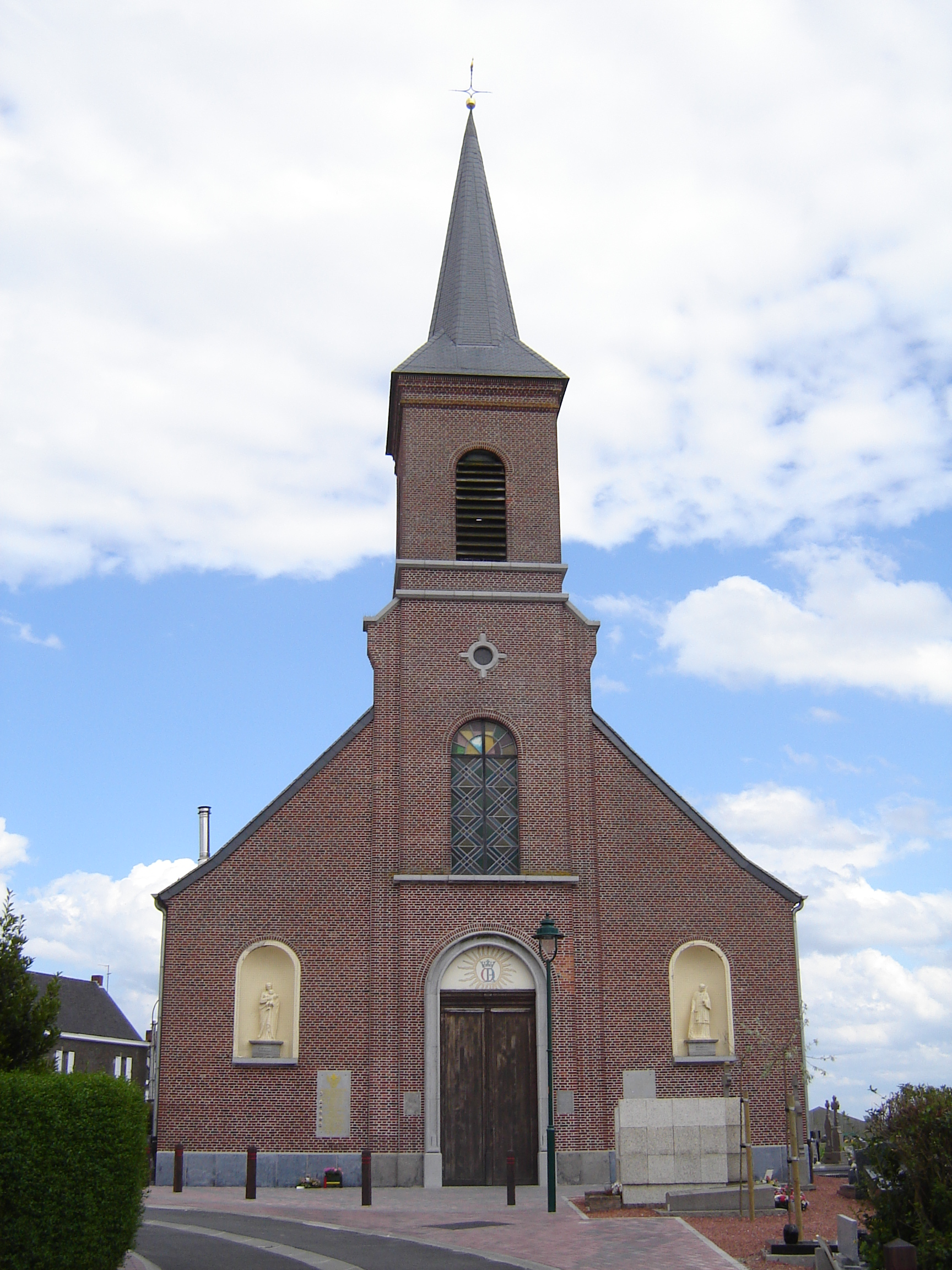
Sint-Brixiuskerk

De Sint-Brixiuskerk (Église Saint-Brice) is de parochiekerk van de tot de Henegouwse gemeente Mont-de-l'Enclus behorende plaats Orroir, gelegen aan de Place d'Orroir.
In de 17e eeuw heeft hier al een kerk gestaan, maar het huidige kerkgebouw werd in 1836-1838 gebouwd in neoclassicistische stijl. Het is een driebeukige bakstenen kerk met halfingebouwde westtoren en een koor met halfronde apsis. De scheibogen hebben Toscaanse zuilen. In de voorgevel bevinden zich twee nissen welke heiligenbeelden bevatten, van Maria met Kind en van Sint-Laurentius, vervaardigd in 1867.